# ミシェル・フーコー
ミシェル・フーコー（Michel Foucault 発音例、1926年10月15日 - 1984年6月25日）は、フランスの哲学者、思想史家、作家、政治活動家、文芸評論家。
フーコーの理論は、主に権力と知識の関係、そしてそれらが社会制度を通じた社会統制の形としてどのように使われるかを論じている。構造主義者やポストモダニストと呼ばれることが多いが、フーコーはこれらのレッテルを拒否している。フーコーの思想は、特にコミュニケーション学、人類学、心理学、社会学、犯罪学、カルチュラル・スタディーズ、文学理論、フェミニズム、マルクス主義、批判理論などの研究者に影響を与えている。

## 人物
フランスのポアティエで上流階級の家庭に生まれたフーコーは、リセ・アンリ4世高等師範学校で哲学に興味を持ち、指導者であるジャン・イポリットとルイ・アルチュセールの影響を受け、パリ大学（ソルボンヌ大学）では哲学と心理学の学位を取得した。文化外交官として数年間海外で活動した後、フランスに戻り、最初の大著「狂気の歴史」（1961年）を出版した。1960年から1966年にかけてクレルモンフェラン大学に勤務した後、『臨床医学の誕生』（1963年）、『言葉と物』（1966年）を発表し、後に距離を置くことになる構造主義との関わりを深めていった。これらの初期の著書のスタイルは、フーコーが開発していた「考古学（archaeology）」と呼ばれる歴史学的手法の典型である。
1966年から1968年にかけて、フーコーはチュニス大学で講義を行った後、フランスに戻り、新しい実験大学であるパリ第8大学の哲学部の部長に就任した。その後、『知識の考古学』（1969年）を出版した。1970年にはコレージュ・ド・フランスの会員となり、亡くなるまでその地位を維持した。人種差別や人権侵害に対する反対運動や、刑罰制度の改革に取り組む左翼団体にも参加した。その後、『監獄の誕生』（1975年）、『性の歴史』（1976年）を発表し、社会における権力の役割を強調する考古学的・系譜学的手法を開発した。
フーコーはHIV/AIDSの合併症によりパリで亡くなった。フランスではHIV/AIDSの合併症で亡くなった最初の公人となった。彼のパートナーであるダニエル・デフェールは、彼を偲んでAIDESという慈善団体を設立した。

## 生涯
1926年10月15日、ポワティエ市にて、外科医の父ポール・フーコー(1893〜1959)と母アンヌ(1900〜87)の間に生まれた。本名は、ポール＝ミシェル・フーコーである。フーコー家の男子は、代々「ポール」という名前が与えられ、彼にも同様に名付けられるはずだった。しかし、母のアンヌがフーコー家の伝統に強硬に反発したため、「ポール」に「ミシェル」を連接符号で繋げ、 Paul-Michel (ポール＝ミシェル)と命名された。第二次大戦中は、ドイツ軍の占領により、母方の祖母レイノー・マラペールのもとへ疎開していた。1943年6月、バカロレア（大学入学資格試験）に合格したが、進学先について父と対立した。父は医学部を奨めるが、本人は文学を希望した。結局、母の説得に父が折れるというかたちで、文学部に進学した。このときの対立から生じた父との亀裂は終生、修復されることはなかった。後に、フーコーが自分の名前から父の「ポール」を外してミシェル・フーコーと名乗るのも、このときの体験に根差している。
1945年、高等師範学校（Ecole Normale Supérieure）の試験を受けるも不合格となり、翌年に合格。フーコーの学生生活は、同性愛者としての苦しさと、エリートとしての息苦しさにより不安定であった。
1948年、自殺未遂事件を起こす。父親はサンタンヌの心理学研究所のジェーン・ディレイの元に送る。おそらくここで診察やカウンセリングを受けたと思われ、この辺りから心理学に興味を持って学んだという資料もある。パリ大学のダニエル・ダガッシュの講義に参加し1949年B.A.の学位を習得したようだ。また心理学研究所（現在のパリ・デカルト大学）で精神病理学を取得この頃にゲイの世界で同性愛活動にも浸り、ドラッグなども使用してスリルを楽しんでいたようだ。
1950年大学教員資格試験に失敗。同年6月17日には、再び自殺未遂事件を起こす。失意と精神的混乱にあったこの時期のフーコーを助けたのが、高等師範学校の哲学の復習教師をつとめていたルイ・アルチュセールである。アルチュセールは、医務室をフーコーの個室として手配するなどして取り計らった。その甲斐もあって、フーコーは危機を乗り越えた。アルチュセールは、フーコーに「精神分析によってではなく、仕事によって病気を乗り越えるように」と助言したという。
アルチュセールはマルクス主義者であり、フーコーもフランス共産党に1950年入党するが、幹部の覆面作家などをしつつも馴染めず、また1951-53年のソ連の反ユダヤ運動によりユダヤ医師辺の陰謀などにも驚き、1953年には共産党を去る。ただしアルチュセールとはその後も交友を持ち、彼の招きでENSで心理学のインストラクターを1951-1955勤める。
1951～52年、ハイデッガーを精読する。
1952～53年頃、ニーチェを精読する。特に53年夏にはニーチェの『反時代的考察』を読んで影響を受ける。
フーコーは、大学教員資格試験に合格し、1953年にリール大学の助手として採用される。リールには住まずパリから通っていたようだ。「エルム街のエコール・ノルマル（もともと通っていた高等師範学校）でも心理学を教えており、フロイトを扱っていた。そのときの彼は、マルクスの唯物論からハイデッガーの実存主義へ、パブロフの条件反射の理論からルートヴィヒ・ビンズワンガーの現存在分析へと移っていく思想的な過渡期だった」とされている。
1954年『精神疾患と心理学』出版。ジャン・ラクロワ監修の「哲学入門シリーズ」の一つとして出版。エミール・クレペリンの自然科学の方法論を精神医学に適応した時の問題や、進化論による「退行」とフロイトの歴史の扱いや、ヤスパースなどの実存主義を扱い、最後の章では精神病院ができる過程から精神医学・心理学が狂気をベースにできた過程を描く。
ビンスワンガーの『夢と実在』を仏訳。
スウェーデンのウプサラ大学でフランス語を教えるかたわら、ウプサラ大学図書館（「ヴァレール文庫」と呼ばれる近代医学史関係の重要書を網羅したコレクションがある）に通いつめ、博士論文である『狂気の歴史』を著した。帰国後『臨床医学の誕生』で医学的言説の転換を指摘した。1966年『言葉と物』で近代人文諸科学の知の編成を批判的に検討した。チュニス大学へ行ったのち、パリ・ヴァンセンヌ実験大学の哲学教授に就任する。
なお、1968年にモーリス・パンゲが東京大学での教職を辞した際に、フーコーはその後任を務めたいと申し出たが実現には至らなかった。
1970年コレージュ・ド・フランス教授となる。「主権権力」と対比される「規律訓練型権力」の徹底的な分析である『監獄の誕生』を著した。1971年に監獄情報グループ（GIP）をピエール・ヴィダル＝ナケ、ジャン＝マリー・ドムナックらと結成。
その後、『知への意志』（『性の歴史』第1巻）において精神分析を批判する。コレージュ・ド・フランス講義で「統治性」「生政治」などの試行的な概念を次々と扱う。やがて『自己への配慮』（『性の歴史』第2巻）、『快楽の活用』（『性の歴史』第3巻）でギリシャ・ローマ時代の「自己への配慮」を研究する。1984年、道半ばにしてエイズで死去、57歳。コレージュ・ド・フランスにおける1984年の講義タイトルは、「真理への勇気」であった。

## 年表
- 1926年 ポワティエ市にて出生
- 1943年 バカロレア（大学入学資格試験）に合格
- 1946年 高等師範学校（Ecole Normale Supérieure）入学
- 1948年 哲学学士号取得、自殺未遂事件
- 1950年 大学教員資格試験に失敗、再び自殺未遂事件、フランス共産党に入党
- 1951年 大学教員資格試験に合格
- 1952年~ 1955年 高等師範学校の復習教師、ついでリール大学の助手(心理学)に採用
- 1955年~ 1958年  スウェーデンのウプサラ にてフランス会館館長に着任、その後、ウプサラ大学図書館の医学文庫に通って博士論文『狂気と非理性』（『狂気の歴史』の原形）を著す
- 1966年 『言葉と物』出版、ベストセラーとなる
- 1969年 ヴァンセンヌ実験大学の哲学教授に就任
- 1970年 コレージュ・ド・フランス教授に就任
- 1975年 『監獄の誕生』を出版
- 1984年 後天性免疫不全症候群（AIDS)にて逝去

## 思想と著作・講義
フーコーは、一連の活動により、「知と権力の関係」「知に内在する権力の働き」を説明した。また、『性の歴史』研究により、古代を題材としながら、本来あるべき人間像と社会像を語った。フーコーの思想においては、「絶対的な真理」は否定され、真理と称される用語や理念は、社会に遍在する権力の構造のなかで形成されてきたものであると見なされる。フーコーの思想においては、知の役割は「絶対的な真理」を証明することではなく、それがどのようにして発生し、展開してきたか調べる（知の考古学）ことにある。
フーコーの思想は、社会学・政治学・教育学など様々な分野に大きな影響を及ぼしているが、J・G・メルキオールのように、史実の濫用による無意味な思想であるとの否定的見解もある。

### 根源
フーコーの思想は、ニーチェとハイデッガーの影響を受けている。特に、ニーチェの「力への意志」や伝統的価値の無力化の指摘と、ハイデッガーによる「技術的存在理解」への批判をもとに、フーコーは、社会内で権力が変化するさまざまなパターンと権力が自我にかかわる仕方とを探究した。歴史においては、ひとつの論が時代の変化とともに真理とみなされたり、うそとみなされたりすることがありうる。フーコーは、それを支配している変化の法則を考察する。また、日常的な実践がどのようにして人々のアイデンティティを決定し、認識を体系化しうるのかをも研究した。フーコーによれば、事物を理解するどの方法も、それなりの長所と危険性をもっている。

### 狂気の歴史・言葉と物
フーコーは『狂気の歴史』（1961年）で、西欧世界においては、かつて神霊によるものと考えられていた狂気が、なぜ精神病とみなされるようになったのかを研究する。彼が明らかにしようとするのは、西欧社会が伝統的に抑圧してきた狂気の創造的な力である。第2段階は、先に概観した知の変化についての考察が中心となる。この考察は、もっとも重要な著書である『言葉と物』（1966年）に示されている。

### 監獄の誕生
『監獄の誕生―監視と処罰』は、1975年に出版された。近代以前における刑罰は、権力者の威光を示すために犯罪者の肉体に対して与えられるもの（公開の場で行われる四裂き刑、烙印、鞭打ちなど）であったが、近代以降の刑罰は犯罪者を「監獄」に収容し精神を矯正させるものとなった。これは人間性を尊重した近代合理主義の成果と一般に思われているが、フーコーはこうした見方に疑問を呈する。監獄に入れられた人間は常に権力者のまなざしにより監視され、従順な身体であることを強要されている。功利主義者として知られるベンサムが最小限の監視費用で犯罪者の更生を実現するための装置として考案したのが、パノプティコン（一望監視施設）と呼ばれる刑務所である。さらに近代が生み出した軍隊、監獄、学校、工場、病院は、規則を内面化した従順な身体を造り出す装置として同一の原理に基づいていることを指摘した。本書は監獄の状況を調査し、その状況の改善を要求するフーコーの実践活動（監獄情報グループ）とも結びついていた。
本書は、社会が個人の肉体を訓練することによってその個人を規律化する方法を論じている。

### 性の歴史
未完に終わったフーコー最後の著作は、『性の歴史』である。この著作は、発刊計画が発表されており、当初は全6巻（第1巻『知への意志』、第2巻『肉欲と身体』、第3巻『子供の十字軍』、第4巻『女、母、ヒステリー患者』、第5巻『倒錯者たち』、第6巻『人口としての住民と人種』）の構想であったが、実際には構想は変更されたうえで、第1巻『知への意志』（1976年）、第2巻『快楽の用法』（1984年）、第3巻『自己への配慮』（1984年）の3巻が刊行された。第4巻『肉の告白』の完成直前にフーコーが死去し、遺稿が残されたが、遺言により長い間刊行されなかった。しかし遺著管理者らがフーコーの思想を世に問う機が熟したと判断したとして、2018年2月9日に死後34年を経て刊行される。この一連の著作においてフーコーは、西洋社会の人間が自分たちを性的存在として理解するようになる諸段階を追究し、性的な自己概念を個人の道徳的・倫理的な生活に関係づけた。

## 私生活
フーコーの最初の伝記作家であるディディエ・エリボンは、フーコーを「複雑で多面的な人物」と表現し、「一つの仮面の下には常に別の仮面がある」と述べている。また、彼は「仕事に対する巨大な能力」を発揮したとも述べている。ENSでは、フーコーの同級生たちが異口同音に彼を「不穏で奇妙な人物」「情熱的な労働者」と評した。エリボンは、フーコーが「苦悩に満ちた思春期」であったのに対し、1960年以降は「リラックスした陽気な男」になり、一緒に働いていた人たちからはダンディとまで言われていたと述べている。また、1969年当時のフーコーは、「戦闘的知識人」という考え方を体現していたと述べている。
フーコーは無神論者であった 。クラシック音楽が好きで、特にヨハン・ゼバスティアン・バッハやヴォルフガング・アマデウス・モーツァルトの作品を好み、タートルネックのセーターを着ることでも知られていた。彼の死後、友人のジョルジュ・デュメジルは、彼が「深い優しさと善良さ」を持ち、「文字通り限界を知らない知性」を発揮していたと評している。生涯のパートナーであったダニエル・デフェールが彼の遺産を相続した。

### 政治
政治的には、フーコーは生涯を通じて左翼であったが、左翼の中での彼の特定の立場はしばしば変化した。1950年代初頭、フーコーは正統派のマルクス主義の観点を決して受け入れることはなかったものの、フランス共産党に所属していた。ユダヤ人や同性愛者に対する共産党内の偏見に嫌気がさし、3年で離党した。その後、当時ポーランド統一労働者党により統治されていた社会主義国であったポーランドで働いた後、共産主義のイデオロギーに強い違和感を覚えるようになった。その結果、1960年代初頭、フーコーは、学生や同僚の多くとともに左翼運動に参加していたにもかかわらず、一部の論者からは「激しい反共主義者」とみなされていた 。

### 成年と青少年との親密な関係について
フーコーは、成人と未成年者とが合意の上で（性的なものも含み得る）関係を持つことを、法律により規制すべきではないと主張した。1977年、フーコーは、ジャン＝ポール・サルトルやジャック・デリダなどの知識人とともに、フランス議会に提出した請願書に署名し、成人とフランスの同意年齢である15歳未満の未成年者との「合意に基づく」性的関係を非犯罪化することを求めた 。彼はまた、小児性愛者として有罪判決を受けた3人を擁護する公開書簡を『ル・モンド』紙に寄稿している  。フーコーの『性の歴史』の第2巻では、少年愛と「少年への愛の可能性」が古代ギリシアにおいてある種教育的な役割を果たしていたことが論じられている。 もっとも、彼はギリシア的な性愛を現代に再現することを望んだわけではなかった。
2020年になって、フランス・アメリケーヌ誌では、ギー・ソルマンが、チュニジアに滞在中、フーコーが「小さな男の子にお金を払う」ことでペドフィリアを実践していたと主張した。さらにインタビューでは、フーコーは墓地で子供たちとセックスしていたと述べた。しかし、複数のジャーナリストが現地で調査を行ったところ、ソルマンの主張の証拠を発見することはできなかった。その後、ソルマンからの応答は行われていない。

### HIV
ミシェル・フーコーは1984年6月初旬にパリの病院に搬送され、25日に亡くなった。エドムンド・ホワイトによれば、フーコーは当初はAIDSの存在を否定していたらしい。
「なんて素晴らしいんだ、エドムンド！きみたちアメリカ人は、いつも病気を発明するね。黒人、薬物中毒者、そして今度は同性愛者しかかからない病気だなんて。たまげた話だ！」
『ぼくの命を救ってくれなかった友へ』のなかで、フーコーの若い友人であったエルヴェ・ギベールは、フーコー（同書では「ムジール」という名で呼ばれている）が当時AIDSに罹っていたことを示唆している。

## フーコーの晩年
晩年のフーコーは、どの著作においても、西洋社会で「生の権力」という新しい権力、つまり、伝統的な権威の概念では理解することも批判することも想像することもできないような管理システムが発展しつつあることを示そうとした。従来の権力機構においては、臣民の生を掌握し抹殺しようとする君主の「殺す権力」が支配的であった。これに対して、この新しい「生の権力」は、抑圧的であるよりも、むしろ生（生活・生命）を向上させる。たとえば、住民の生を公衆衛生によって管理・統制し、福祉国家という形態をとって出現する。フーコーは、個人の倫理を発展させることによって、この「生の権力」の具体的な現れである福祉国家に抵抗するよう呼びかけた。

## 精神医学・臨床心理学的批判
臨床心理士の高橋豊によると、フーコーは「狂気は疾患ではない」という狂気観や「反精神医学」を主張して、精神科医フィリップ・ピネルとフランス革命を批判したが、そこには「臨床医学的観点」が欠けているとされる。フーコーが観察した精神医療の現場は悲惨だったが、それは薬物療法が開始される以前の現場であり、しかもピネル以前へ退行したかのような野蛮な「医療」が行われていた場所だったという。
一方、フーコーの師であるジョルジュ・カンギレムは医者でもあり、ピネルを「独立した学問分野として精神医学を設立した」と評価したことは医学的に正確だと考えられている。フーコーに対する医学界からの批判にはしばしば、フーコーの「治療者としての視点」の欠如が挙げられている。クルト・シュナイダーが指摘しているように、精神疾患は明らかな「脳の病変」を伴うことがあり、実生活だけでなく生存さえ危険にすることも少なくない。「この点においてフーコーの批判は誤りである」と高橋は述べている。ピネルの精神医学開拓と臨床改革は、サルペトリエール病院やサンタンヌ精神病院へと継承されて、優れた多数の精神医学者たちを輩出し、フランスで精神医学を築いていったと言う。
また、高橋はフランス革命について「『精神病者の解放』は、過激な理想主義に基づく『恐怖政治』の産物とも言えるのではなかろうか」と述べている。革命期まで「悪魔に取り憑かれた者」・「狂人」・「社会的廃人」・「廃疾者」などとして宗教的・社会的差別を受けてきた人々は、近代化と共に、自由と人権を持つ精神病者として「法制化」されていった。この動きは、フランス革命という「歴史的大激動」と連動している。ピネルたちによる精神医療・医学の改革は、各国の精神保健法成立に繋がったと高橋は述べている。

## キーワード
以下に列記するのは、フーコーの思想を読み解く上で重要となる代表的キーワードである。
- アルケオロジー（考古学）
- エピステーメー（知の枠組み）
- グヴェルヌマンタリテ（統治性）
- シュジェ（主体）
- ディシプリン（規律）
- ディスクール（言説）
- プーヴォワル・パストラル（司牧権力）
- パノプティコン（一望監視装置）
- 生権力
- 生政治・生政治学（バイオポリティクス、生命を管理する政治）
- パレーシア

## 主要な著作
- 1954 Maladie mentale et personnalité
  - 『精神疾患とパーソナリティ』中山元訳、筑摩書房〈ちくま学芸文庫〉、1997年
- 1961 L'Histoire de la folie à l'âge classique
  - 『狂気の歴史』 田村俶訳、新潮社、1975年、ISBN 4105067028
- 1962 Maladie mentale et psychologie
  - 『精神疾患と心理学』神谷美恵子訳、みすず書房、1970年、新装版2016年、ISBN 4622079925

1954年の著作を第二部を大幅に書き換え、全体的に加筆して出版したのが本書。
- 1963 Naissance de la clinique
  - 『臨床医学の誕生』 神谷美恵子訳、みすず書房、1969年、新装版2011年、ISBN 4622022176
- 1966 Les mots et les choses
  - 『言葉と物』 渡辺一民・佐々木明訳、新潮社、1974年、新装版2000年、ISBN 410506701X
- 1969 L'Archéologie du savoir
  - 『知の考古学』 中村雄二郎訳、河出書房新社、新装版2006年、ISBN 430924369X
  - 『知の考古学』 慎改康之訳、河出文庫、2012年、ISBN 4309463770
- 1971 L'ordre du discours
  - 『言語表現の秩序』中村雄二郎訳、河出書房新社、新装版1995年、ISBN 4309706126
  - 『言説の境界』慎改康之訳、河出文庫、2014年、ISBN 4309464041
- 1973 Ceci n'est pas une pipe
  - 『これはパイプではない』 豊崎光一・清水正訳、哲学書房、1986年
- 1975 Surveiller et punir, naissance de la prison 
  - 『監獄の誕生』 田村俶訳、新潮社、1977年、ISBN 4105067036
- 1976 La volonté de savoir (Histoire de la sexualité, Volume 1)
  - 『知への意志 性の歴史1』 渡辺守章訳、新潮社、1986年、ISBN 4105067044
- 1984 L'usage des plaisirs (Histoire de la sexualité, Volume 2) 
  - 『快楽の活用 性の歴史2』 田村俶訳、新潮社、1986年、ISBN 4105067052
- 1984 Le souci de soi (Histoire de la sexualité, Volume 3) 
  - 『自己への配慮 性の歴史3』 田村俶訳、新潮社、1987年、ISBN 4105067060
- 2018 Les aveux de la chair (Histoire de la sexualité, Volume 4)
  - 『肉の告白 性の歴史4』 慎改康之訳、新潮社、2020年。没後出版(未完)

- 1954-88 Dits et ecrits
  - 『ミシェル・フーコー思考集成』全10巻、筑摩書房、1998～2002年
    - 『フーコー・コレクション』全6巻別巻1、ちくま学芸文庫、2006年

- 1973 Moi, Pierre Rivière, ayant égorgé ma mère, ma sœur et mon frère : un cas de parricide au xixe siècle, Gallimard
  - 『ピエール・リヴィエールの犯罪 ― 狂気と理性』岸田秀・久米博訳、河出書房新社、1975年
  - 『ピエール・リヴィエール ― 殺人・狂気・エクリチュール』

慎改康之・柵瀬宏平・千條真知子・八幡恵一訳、河出文庫、2010年
- 1986 La Pensée du dehors
  - 『外の思考 ― ブランショ・バタイユ・クロソウスキー』豊崎光一訳、朝日出版社、1978年

- 2004 La peinture de Manet, Seuil
  - 『マネの絵画』阿部崇訳、筑摩書房、2006年。ちくま学芸文庫、2019年
- 2008 Kant. Anthropologie du point de vue pragmatique. Introduction à l’Anthropologie
  - 『カントの人間学』王寺賢太訳、新潮社、2010年

- 2009 Le corps utopique, Les hétérotopies
  - 『ユートピア的身体/ヘテロトピア』佐藤嘉幸訳、水声社、2013年

- 2019 Folie, langage, littérature
  - 『狂気・言語・文学』 阿部崇・福田美雪訳、法政大学出版局、2022年

- 『ミシェル・フーコー文学論集』哲学書房、1990-1991年
  - 『作者とは何か?』清水徹・豊崎光一訳
  - 『幻想の図書館』工藤庸子訳
  - 『壁のなかの言葉 : ルソーの『対話』への序文』松本勤訳
- 『フーコー文学講義　大いなる異邦のもの』柵瀬宏平訳、ちくま学芸文庫、2021年10月
- 『哲学の舞台』渡辺守章 共著、朝日出版社、2007年

## College de France講義
- 『ミシェル・フーコー講義集成』 筑摩書房、2002年 - 刊行中

- La volonté du savoir (1970-71) 
  - 『1 知への意志 (1970-71)』 慎改康之・藤山真訳、2014年、ISBN 9784480790415
- Théories et institutions pénales (1971-72)
  - 『2 刑罰の理論と制度 (1971-72)』 八幡恵一訳、2023年、ISBN 9784480790422
- La société punitive (1972-73)
  - 『3 処罰社会 (1972-73)』 八幡恵一訳、2017年
- La pouvoir psychiatrique (1973-74)
  - 『4 精神医学の権力 (1973-74)』 慎改康之訳、2006年、ISBN 4480790446
- Les anormaux (1974-75)
  - 『5 異常者たち (1974-75)』 慎改康之訳、2002年、ISBN 4480790454
- Il faut défendre la société (1975-76)
  - 『6 社会は防衛しなければならない (1975-76)』 石田英敬・小野正嗣訳、2007年、ISBN 9784480790460
- Sécurité, territoire, population (1977-78)
  - 『7 安全・領土・人口 (1977-78)』高桑和巳訳、2007年、ISBN 9784480790477
- Naissance de la biopolitique (1978-79)
  - 『8 生政治の誕生 (1978-79)』 慎改康之訳、2008年、ISBN 9784480790484
- Du gouvernement des vivants (1979-80)
  - 『9 生者たちの統治 (1979-80)』 廣瀬浩司訳、2015年、ISBN 9784480790491
- Subjectivité et vérité (1980-81)
  - 『10 主体性と真理 (1980-81)』
- L'hermeneutique du sujet (1981-82)
  - 『11 主体の解釈学 (1981-82)』 廣瀬浩司・原和之訳、2004年、ISBN 4480790519
- Le Gouvernement de soi et des autres I (1982-83)
  - 『12 自己と他者の統治 (1982-83)』 阿部崇訳、2010年、ISBN 4480790527
- Le Gouvernement de soi et des autres II : Le Courage de la vérité (1983-84)
  - 『13 真理の勇気　自己と他者の統治2 (1983-84)』 慎改康之訳、2012年、ISBN 4480790535

その他の講義
- 1988 Technologies of the Self: A Seminar With Michel Foucault, Univ of Massachusetts Pr.
  - 『自己のテクノロジー ― フーコー・セミナーの記録』田村俶・雲和子訳、岩波現代文庫、2004年
- 2001 Fearless Speech, SEMIOTEXT (E) (カリフォルニア大学での連続講義)
  - 『真理とディスクール ― パレーシア講義』中山元訳、筑摩書房、2002年
- 2012 Mal faire, dire vrai. Fonction de l'aveu en justice - Cours de Louvain 1981
  - 『悪をなし真実を言う ― ルーヴァン講義1981』市田良彦・上尾真道・信友建志・箱田徹訳、河出書房新社、2015年

対話・講演集
- 1975 Roger-Pol Droit, Michel Foucault, entretiens
  - 『わたしは花火師です ― フーコーは語る』中山元訳、筑摩書房、2008年
- 『同性愛と生存の美学』増田一夫訳、哲学書房、1987年 - 1981-84年『性の歴史』に関するフーコーのインタビュー）

## 関連文献
- エルヴェ・ギベール著 『ぼくの命を救ってくれなかった友へ』 佐宗鈴夫訳、集英社、1998年、ISBN 4087603342
- 大森曹玄著『禅の発想』、大法輪閣、2018年、初版、3章 文明の転換を求めて p.187 フーコー博士との問答